# Hjalmar Olsson (företagsledare)
Hjalmar Peter Olsson, född 8 januari 1890 i Välinge församling, Malmöhus län, död 20 december 1980, var en svensk ingenjör och företagsledare
Olsson, som var son till godsägare Christian Olsson och Lina Malm, avlade studentexamen i Helsingborg 1907 och utexaminerades från Kungliga Tekniska högskolan 1910. Han var lärare vid Hässleholms tekniska skola 1912, ingenjör vid Södra Sveriges Ångpanneförening 1913–1914, vid Elektriska prövningsanstalten i Göteborg 1915, ingenjör och senare disponent vid Helsingborgs Mekaniska Verkstad 1916–1918, inköps- och försäljningschef 1918–1942, verkställande direktör  i Svenska Elektromekaniska Industri AB (Elektromekano) 1943–1953, styrelseledamot från 1943–1962, verkställande direktör AB Elektrokoppar 1953–1960, styrelseledamot där från 1953. Han var även styrelseledamot i AB Graham Brothers från 1946, i AB Edwin Andrén & Co från 1946, styrelseledamot i Rederi AB Brubor 1924–1962 (ordförande 1950–1962), i AB P. Olsson & Co från 1933 (ordförande från 1946), styrelseledamot i Stenkols AB Lundvall & Co från 1943 (ordförande från 1953), i Fastighets AB Carl XV från 1946, i Hälsingborgs Inteckningsgaranti AB från 1933 och i AB Kullabergs natur från 1943.